# Štefan Verbőci

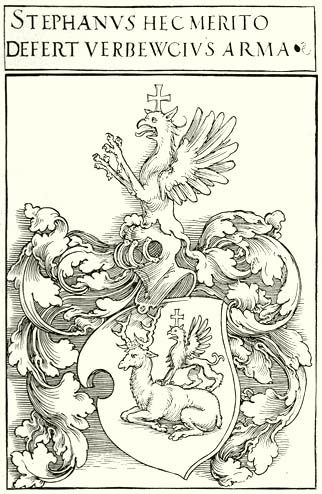
erb Štěpána Verbőciho, jehož autorem je údajně Albrecht Dürer

Štefan Verbőci nebo Štefan Verbóci nebo Štefan z Verbovca nebo Štefan z Vrbovca (starší i Štefan Verböczy; maďarsky Verböczy / Verböczy / Werbőczy / Werbőczí István; latinsky Stephanus de Werbőcz / Werboecius; 1458 Verbovec, Uhersko (dnešní Ukrajina) 13. října 1541, Budín) byl personál, zemský soudce a uherský palatin (v r. 1525 – 1526) slovenského původu .
Studoval práva na univerzitě v Krakově a pravděpodobně i na Academii Istropolitaně v Bratislavě.
Počátkem 16. století se stal stoupencem Zápolských a díky nim získal rozsáhlé majetky. V r. 1514 se zúčastnil vojenských akcí proti Dóžovu povstání; vyznamenal se však spíš krutostí než vojenskými dovednostmi. Po jeho potlačení byl jedním z hlavních autorů zákona o připoutání poddaných k půdě (nevolnictví). Roku 1521 doprovázel císaře Karla V. na říšském sněmu ve Wormsu, kde se podílel na odsouzení Martina Luthera a jeho učení jako hereze.
Palatinem byl jmenován v r. 1525 jako představitel střední šlechty. Podílel se na potlačení hornického povstání v Banské Bystrici a zasazoval se o pronásledování heretiků, čímž byli míněni i přívrženci nastupující reformace. Po komplotu vysoké šlechty vůči jeho osobě byl v následujícím roce zbaven funkce a jeho majetky byly zabaveny. Po bitvě u Moháče v srpnu 1526 podporoval protureckou orientaci Jana Zápolského, který ho za zásluhy jmenoval kancléřem. V roce 1541 po obsazení Budína Turky mu sultán Sulejman I. udělil úřad hlavního soudce.
Štefan Verbőci je autorem Tripartita, právnické sbírky kodifikující zvykové právo v Uhersku. Jeho hodnocení je rozporuplné, na jedné straně se zasadil o hájení zájmů střední a nižší šlechty vůči magnátům, zároveň se vyznačoval mimořádnou krutostí, což prokázal při potlačování Dóžova povstání i vzpoury horníků v Banské Bystrici.